# La Peleuse de pommes
La Peleuse de pommes, ou Femme épluchant des pommes est un tableau du peintre néerlandais du Siècle d'Or Pieter de Hooch, réalisé en 1663, qui se trouve dans la Collection Wallace de Londres.

## Description

### Description générale
Pieter de Hooch représente une scène d'intérieur, où sont représentés de multiples détails les plus communs d'une vie bourgeoise apparemment tranquille et satisfaite. Ici une mère apprend à sa fille à peler des pommes. Elle est une représentation répétée par d'autres peintres de la même époque et de la même nationalité, comme Vermeer et Gabriel Metsu, qui a réalisé une œuvre homonyme.

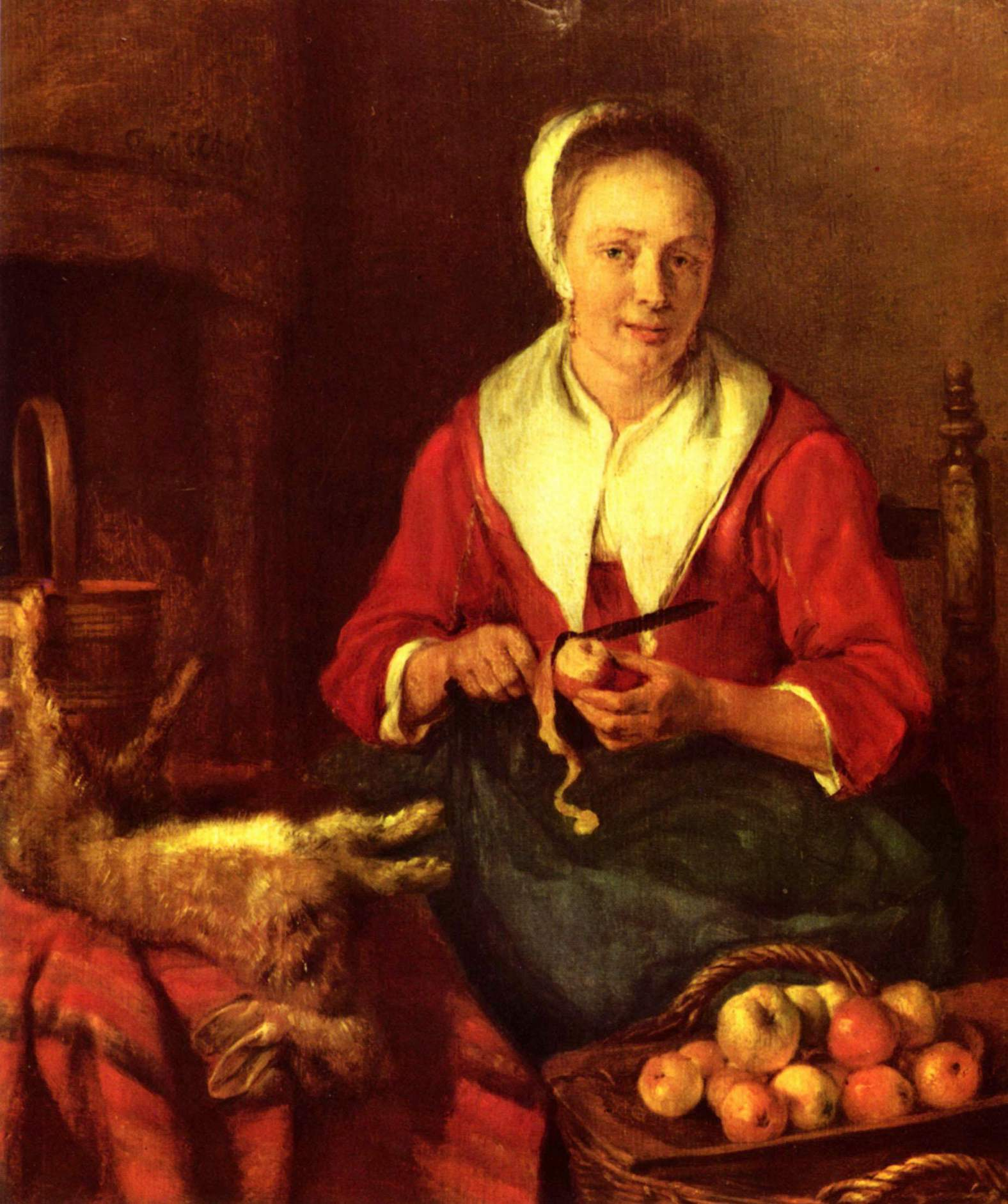
Femme pelant des pommes (1660-1670), Gabriel Metsu.

### Composition
Le peintre organise la composition autour d’une diagonale, de gauche à droite, en partant du coin inférieur gauche, passant par le sommet de la tête de la fillette et de la femme. L’ensemble prend place dans un cadre structuré par des lignes verticales et horizontale, qui sont visibles par la présence du coin du mur et par la cheminée, assez imposante et qui est dessinée avec des lignes verticales, des carreaux assez géométriques, ce qui apporte de la structure à la composition.

### Technique
Techniquement, le peintre choisit de placer un éclairage sur la droite de la composition, ce qui baigne la pièce de lumière. Nous pouvons voir que cet éclairage se reflète sur le mur. Il est possible de noter la présence des croisillons de la fenêtre sur ce reflet. Cette lumière permet donc de faire ressortir le volume des corps. Le peintre adopte une démarche plutôt réaliste, en témoigne La texture lisse du visage de la femme ou la douceur du visage de l’enfant. D’autres éléments réalistes sont à relever, comme les reflets sur le décor de la cheminée, ou les reflets de lumière sur les paniers en osier.

### Couleurs
Les couleurs produisent un contraste entre la pureté de la couleur rouge vermillon de la robe de la femme et le jaune, probablement jaune indien sur la robe de la fillette, par rapport à un arrière- plan dans des tons de gris colorés. Les couleurs très vives des vêtements font ressortir l’avant plan, par rapport au reste de la composition, dans des tons de vert kaki. Les couleurs du fond sont des couleurs plutôt sombres qui mette en avant le point focal de la scène. La couleur la plus pur, le blanc est surtout présente autour du point focal de la composition, c’est-à-dire autour du panier en osier. Nous pouvons noter au passage un léger jeu sur les couleurs complémentaire (même si ce n’est pas extrêmement marqué), entre le vert de l’arrière-plan, le rouge de la robe de la femme, le jaune de la robe de la fillette et les ombres bleu sur ses manches. Le choix de placer des ombres d’occlusions sous les couleurs éclatantes des robes, se matérialisant par une couleur noire très profonde permet aussi de mettre en avant l’élément central de la composition, à savoir les deux personnes, en créant un contraste assez marqué et saisissant.

### Détails
Nous pouvons donc voir une femme, qui tient une épluchure de pomme, dont la petite fille veut s’emparer afin de jouer. Elle a en effet, sa main gauche sur l’épluchure. La femme a sur ses genoux un panier en osier, nous pouvons discerner les tresses de l’osier et les hanses, elles aussi en osier. Ce panier contient des pommes. Il est possible de remarquer le pédoncule d’une pomme. Toutes les pommes sont grosses et juteuses. La femme a sa main sur une pomme. Ce panier est posé sur son tablier. Elle porte un gilet noir, probablement doublé de laine ou de fourrure, nous pouvons en effet voir un tissu d’une autre texture au niveau de ses manches qui sont recourbées. Son gilet comporte un col. Elle porte une robe qui est brodée, nous pouvons en effet voir un fil d’or, ressemblant à une broderie. Son pied dépasse sous la robe. Devant elle, sur un petit tabouret en forme de cube, assez transparent (peut-être un ajout du peintre), se tient un saladier dans lequel deux pommes sont placées. Nous pouvons également voir les queues des pommes qui dépassent. La femme est expressive, elle sourit en regardant l’enfant et porte une coiffure légèrement ondulée et bouclée au niveau de sa nuque. La fillette tient une pomme dans sa main droite, porte un corset et un nœud bleu dans ses cheveux qui sont couverts d’un tissu, masquant une partie de sa chevelure. Le tout prend place dans un intérieur. Nous pouvons remarquer la présence d’une fenêtre sur la moitié droite du tableau, on peut voir le cadre, un des battants est entre-ouvert. Cette fenêtre se reflète sur un miroir, qui est accroché au mur, et qui reflète une partie de la fenêtre.  Nous pouvons remarquer la présence d’une cheminée, ouvragée. La cheminée est faite de carreaux disposés en losanges, au niveau du centre. Certains carreaux comportent des motifs en leur centre, il s’agit peut-être de silhouette. Ce sont des motifs décoratifs. La cheminée contient des braises au-dessus desquels se trouve une marmite. L’âtre de la cheminée est arrondi. Nous pouvons relever la présence de corniches, de décors et de carreaux sur cette cheminée, ce qui est en accord avec les carreaux du sol. Le sol est fait de dalles qui sont polies en surface. Nous pouvons remarquer que la couleur jaune de la robe de la fillette et la couleur rouge de la robe de la femme se reflètent sur le sol.